# Aleksandr Blok
Aleksandr Aleksandrovitsj Blok (Russisch: Александр Александрович Блок) (Sint-Petersburg, 16 november 1880 - Petrograd, 7 augustus 1921) was een Russisch dichter.

## Leven en werk
Blok werd geboren als zoon van een professor in de rechten en een literair vertaalster. In 1906 sloot hij aan de Universiteit van Sint-Petersburg de studie filologie en rechten af. 
Blok werd verliefd op Ljoeba Mendeljeva, dochter van de bedenker van het natuurwetenschappelijke periodiek systeem Dmitri Mendelejev, en trouwde met haar in 1903. Later zou zij hem betrekken in een gecompliceerde haat-liefdeverhouding met mede-symbolist Andrej Bely. In 1904 droeg Blok zijn bekende bundel Gedichten over een schone dame aan haar op, een lofzang op het ‘eeuwig vrouwelijke’.
Door de geïdealiseerde mystieke beelden uit zijn vroege werk groeide Blok al snel uit tot de leidsman van de Russische symbolisten, samen met zijn vriend (en latere 'vijand') Andrej Bely en de meer religieus geïnspireerde Zinaida Hippius en Dmitri Merezjkovski. Zijn werken zijn spontaan, vol van expressie en brengen technische innovatie: zijn taalgebruik heeft veel invloed op latere futuristische schrijvers. 
Na de Revolutie van 1905 worden zijn werken wat pessimistischer van aard, met als belangrijk thema: de verderfelijke werkelijkheid van de grootstad: hij zag in zijn gedichten (bijna profetisch) de lang verwachte opstand tegen de gehate stadcultuur. De bundels De Kermisklant (1906) en Het sneeuwmasker (1907) markeren als zodanig een breuk met het symbolisme (en Andrej Bely). 
Blok hield van Rusland, een belangrijk thema in heel zijn werk. De Russische Revolutie stemde hem aanvankelijk hoopvol, maar al snel zou hij zich gedesillusioneerd van haar idealen afkeren. In zijn laatste levensjaar schreef hij dat hij deze tijd “nog door geen enkele ster verlicht zag” en dat “de wereldmuziek voor mij verstomd is”. 
Blok werd in 1921 ernstig ziek, maar de Bolsjewieken lieten hem niet naar het buitenland gaan. Zijn overlijden in hetzelfde jaar wordt door velen gezien als het einde van een generatie dichters van voor de Revolutie.

## De twaalf
De meeste bekendheid verwierf Blok met zijn lange gedicht De twaalf (1918), het eerste Russische literaire werk over de periode na de Russische Revolutie. In dit gedicht laat Blok twaalf roodgardisten, soldaten van de revolutie, al vloekend, plunderend en moordend door de straten van Sint-Petersburg trekken. Een van de twaalf schiet uit jaloezie op een prostituee die hem bedrogen heeft. Een schurftige hond die achter hen aanloopt staat symbool voor de oude, verrotte wereld. Het slot is merkwaardig: in de verte wappert een rode vlag en schemert het silhouet van een menselijke figuur. Het is, niet herkend door de twaalf (symbool voor 12 apostelen), de met een witte rozenkrans gekroonde Christus. De twaalf denken dat het een vijand is, maar het blijkt een gids die hen door de sneeuwjacht voorwaarts leidt. Onduidelijk blijft of de Christus-figuur voorgaat in de revolutie, of dat de twaalf hem uiteindelijk zullen neerschieten. Tot op de dag van vandaag wordt door literatuurhistorici over dit thema gediscussieerd.

## Nacht, straat, drogisterij, lantaren

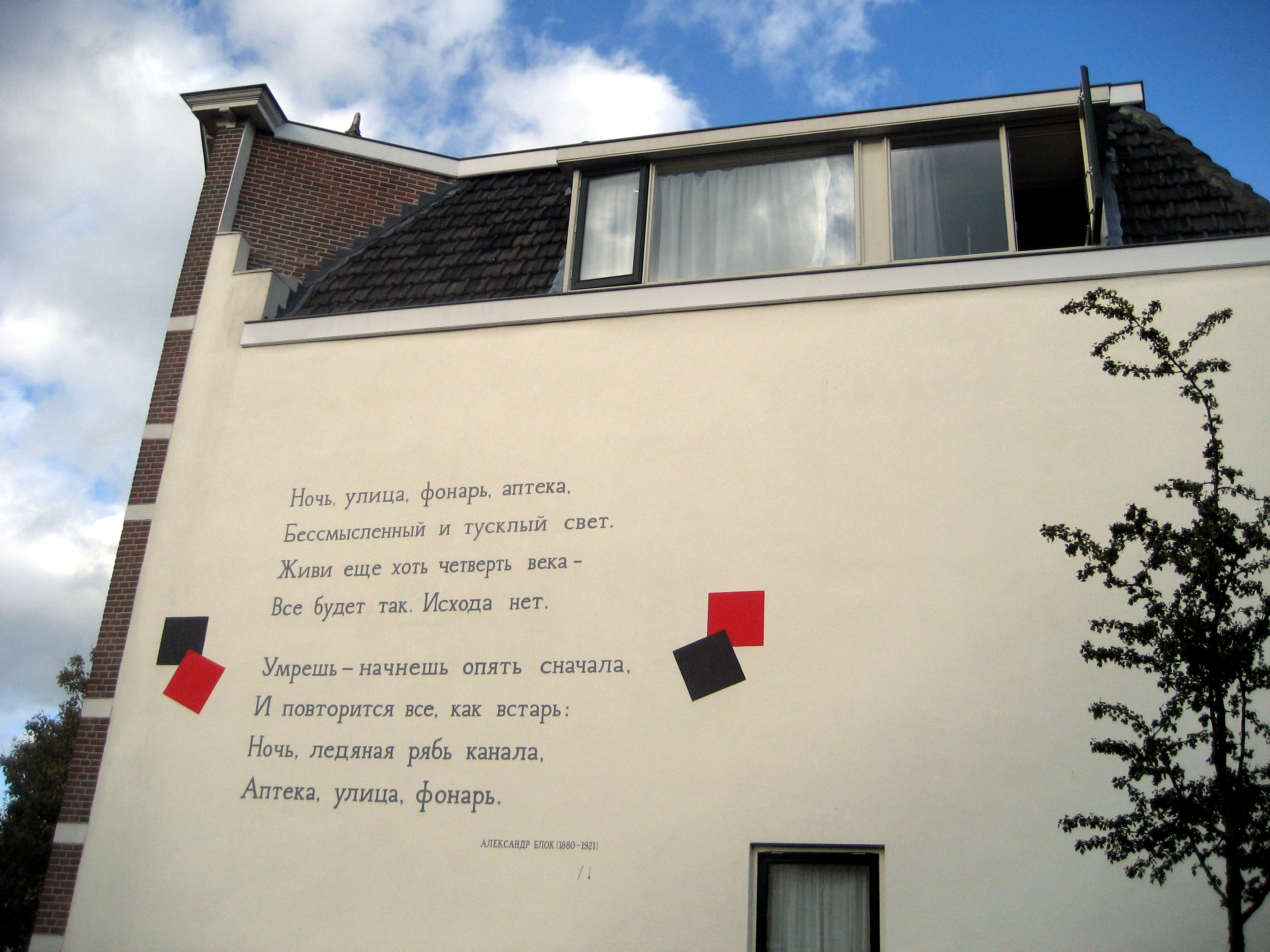
Gedicht Nacht, straat, drogisterij, lantaren op een muur, Thorbeckestraat 52, Leiden

Nacht, straat, drogisterij, lantaren,

Een ongerijmd en troebel licht,

Ook al verstrijken vele jaren-

Geen uitweg, alles blijft ontwricht.
Je sterft en treft na herbeginnen

De wereld in haar oude staat:

Nacht, gracht, ijskoude rimpelingen,

Drogisterij, lantaren, straat.
(vertaling Peter Zeeman)